# 2000년 남북정상회담
2000년 남북정상회담(二千年南北頂上會談)은 대한민국 대통령 김대중과 조선민주주의인민공화국 국방위원장 김정일이 평양에서 2000년 6월 13일부터 6월 15일까지 2박 3일 동안 진행한 회담이다. 제1차 남북정상회담이었고 회담 결과로 마지막날 6·15 남북 공동선언이 발표됐다. 미국의 AP통신은 2000년 12월 25일 '2000년 세계 10대 뉴스'를 발표하였는데 이 남북정상회담은 5위를 차지하였다.

## 개요
정상회담 이후 이산가족 상봉, 금강산 관광, 북한의 남한 주최 스포츠 경기 행사 참가 등 민간 교류 사업이 본격적으로 진행됐다. 남북 당국간 회담이 지속됐으며, 북한은 일본, 미국과도 화해 분위기를 유지하며 국교 정상화 교섭에 나섰다. 김정일의 조기 서울 방문도 예견됐으나 국제 정세의 급변 등으로 실현되지 않았다.
1948년 한반도가 분단된 이후로, 두 당국의 대표가 처음으로 만난 회담이다. 김대중은 이 정상회담과 햇볕정책을 통해 한반도 평화를 증진시킨 공로와 생애 전반에 대한 공로로 2000년 노벨 평화상을 받았다.
2000년 남북정상회담을 개최 발표 전에 현대그룹에서 북한에 4억 5,000만 달러를 송금했다는 의혹이 제기되어 2003년 대북송금특검이 도입돼 수사를 했다. 2003년 대북송금 특검법에 의한 특검팀 수사결과 "현대그룹이 북한에 송금한 돈의 액수는 총 5억 달러이며 이 중 5,000만 달러는 현물로 보내졌다"고 발표하고 "5억 달러 중에는 남북정상회담 대가로 김대중 정부가 북측에 건네기로 약속한 정책 자금 1억 달러가 포함돼 있다"라고 밝혔다.
현대상선이 조달한 2억 달러는 2000년 6월 9일 북한의 대성은행의 계좌 (중국 마카오 지점)으로 송금되었으며 현대전자와 현대건설이 조달한 2억 5,000만 달러는 홍콩과 싱가포르의 김정일 비밀계좌로 송금되었다고 진술된 기록이 공개되었다.
김정일은 정권유지에 대한 압박감에 미국을 의식했고, 미국과 관계 개선을 위해 남북정상회담을 개최했다는 주장도 있다. 김정일의 전속 요리사였던 일본인 후지모토 겐지는 미국을 두려워한 김정일이 미국의 제42대 대통령 빌 클린턴의 편지를 받고 무척 기뻐했다고 말했다. 평양을 방문한 매들린 올브라이트 국무장관이 전해준 서한을 받고 빌 클린턴에게 편지를 받았다는 말을 수없이 반복했다고 하며, 올브라이트가 방북할 때 아리랑 공연 등의 잔치를 벌였다.

## 의장대 사열
남북은 사전 협의에서 1994년 정상회담 실무접촉 합의사항대로 이행하자고 하여, 21발의 예포를 쏘고, 국가를 연주하고, 의장대를 사열하는 등의 환영행사를 생략하기로 했다.
그러나 김정일 위원장은 북한 인민군 육.해.공군으로 구성된 의장대를 준비해, 평양 순안공항에 도착한 김대중 대통령에 대해 사열식, 분열식 등 의장행사를 해주었다. 한국의 통일부와 외교통상부가 전혀 예상하지 못했다.
의장대는 양국의 국기를 들고 있는 군대로서, 국가간에 국가원수나 장관 등에게 최고의 예우를 해 줄 때 의장대 사열식을 한다. 국기에 대한 경례는 묵시적 국가승인로 인정된다. 그러나 방송에서는 북한 의장대 사열식에 양국 국기가 없었다고 한다.
상대국 국가원수의 국빈방문도 묵시적 국가승인으로 인정된다. 해외 정상 방문은 국빈방문(State Visit), 공식방문(Official Visit), 공식 실무방문(Official Working Visit), 실무방문(Working Visit), 사적방문(Private Visit) 등으로 나뉜다. 국빈방문과 공식방문은 의장대 사열을 하는 것이 국제관행이며, 보통은 의장대 사열식을 열면 국빈방문 대접을 받았다고 인정된다.
국가승인은 국가원수가 단독으로 결정, 시행하며, 한 번 국가승인 되면 철회나 취소가 불가능하며, 후임 국가원수도 이를 번복할 수 없다. 남북한은 해방이후 상대방을 향해 서로 괴뢰정부, 반국가단체라고 표현하며, 자신만이 유일한 정식 국가의 합법 정부라고 주장해 왔다. 그러나 의장대 사열식을 단 한번이라도 하면, 괴뢰정부라는 표현을 일체 쓸 수 없게 된다. 단 한번이라도 의장대 사열식을 열면, 국가 대 반국가단체의 관계가 아니라, 미수교 국가 대 미수교 국가가 된다.
북한 김정일 위원장은 2007년 남북정상회담에서도 노무현 대통령에게 의장대 사열식을 열어 주었다.
그러나 판례는 계속 반국가단체라고 본다. 2000년 남북정상회담에서 양국 정상이 반국가단체를 폐기하고 정식국가를 인정하는 공식적인 외교행위를 하였음에도 불구하고, 헌법재판소는 1993년 7월 29일 92헌바48 판결에서 북한이 평화적 통일을 위한 대화와 협력의 동반자임과 동시에 대남적화노선을 고수하면서 우리자유민주체제의 전복을 획책하고 있는 반국가단체라는 성격도 함께 갖고 있다고 하여 정식국가라는 점을 부인하였는데, 2018년 현재에도 그 판례가 계속 유지되고 있다. 대법원도 같다.
국회도 국가보안법이 주적인 정식국가가 아니라 반국가단체와 관련한 처벌만을 규정하고 있는데, 2000년 남북정상회담에서 양국이 정식국가를 인정한 점을 전혀 반영하여 개정하지 않고 있다. 각종 형사판례에서 국가보안법 위반의 피고인은 북한이 반국가단체가 아니어서 국가보안법 적용대상이 아니라고 항변하지만, 2018년 현재에도 그러한 주장은 일체 받아들여지지 않고 있다.

## 같이 보기
- 남북정상회담
- 2007년 남북정상회담
- 2018년 1차 남북정상회담
- 2018년 2차 남북정상회담
- 2018년 3차 남북정상회담
- 대북송금 사건

## 참고 자료
- <긴급입수 김정일, 금지된 과거> KBS 2011년 3월 4일 방송